# Danh sách nhà kĩ sư cơ khí

Dưới đây là danh sách các nhà kĩ sư cơ khí, người được rèn luyện và hành nghề trong cơ khí, kỹ thuật nguyên tử,...
Xem thêm danh sách các kĩ sư cho danh sách các chuyên gia kĩ thuật nói chung.

## B
- Samuel Bentham - Máy móc ngành đường thủy
- Karl Benz - Ôtô
- Henry Bessemer - Thép
- Pierre Bezier - Máy móc
- Joseph Bombardier - Xe trượt tuyết
- Abraham Louis Breguet - Chuyên gia đồng hồ
- Louis Charles Breguet - Hàng không
- Isambard Kingdom Brunel

## C
- Alexander Calder - Cân bằng học
- Jimmy Carter
- Jacques-Yves Cousteau - thiết bị dưới nước

## D
- Rudolf Diesel - Chế tạo ra máy Diesel

## F
- Woodie Flowers
- Henry Ford - Ôtô
- Yuan-Cheng Fung - Cơ Sinh học

## G
- Emile Gagnan - Thiết bị dưới nước
- Henry Laurence Gantt - Sơ đồ Gantt
- John Josiah Guest - Sản xuất Sắt

## H
- Beulah Louise Henry - nicknamed lady Edison
- Hero of Alexandria - ancient
- Alfred Hitchcock - nhà làm phim
- August Horch - Ôtô

## J
- Joseph Jaggers - Thắng lớn tại Montecarlo

## L
- Frederick Lanchester - Ôtô và Hàng không
- Leonardo Da Vinci - Có lẽ là nhà Kĩ sư hàng đầu

## M
- Elijah McCoy
- Andrew Meikle - Máy đập lúc and Thuyền buồm
- James Morgan - vật liệu ứng dụng CEO

## N
- Bill Nye

## P
- Ferdinand Porsche - Ôtô

## R
- William John Macquorn Rankine - Máy hơi nước, Sự giảm sức chịu đựng của vật liệu
- Richard Roberts- Máy dụng cụ and Máy sản xuất.
- Alfred H. Rzeppa - Khớp đẳng tốc

## S
- Tom Scholz - bang nhạc rockBoston (ban nhạc)
- John H. Sununu - Presidential Chief of Staff
- Ivan Sutherland- cha của họa hình máy tính
- Dr. Victor Szebehely- Kĩ sư hàng không

## V
- Boris Vian - nhà văn

## W
- Eli Whitney - trục nâng cotton, bộ phận thay thế
- Joseph Whitworth - Cơ khí
- Ludwig Wittgenstein - Kĩ sư hàng không trở thành nhà triết học